# Zemianske Podhradie
Zemianske Podhradie (em húngaro: Nemesváralja) é um município da Eslováquia, situado no distrito de Nové Mesto nad Váhom, na região de Trenčín. Tem 8,23 km² de área e sua população em 2018 foi estimada em 774 habitantes.

## Demografia
| Ano:        | 1994 | 2004   | 2014   | 2024   |
| ----------- | ---- | ------ | ------ | ------ |
| Broj ljudi: | 801  | 783    | 773    | 769    |
| Razlika:    |      | -2,24% | -1,27% | -0,51% |

| Ano:               | 2023 | 2024   |
| ------------------ | ---- | ------ |
| Número de pessoas: | 767  | 769    |
| Diferença:         |      | +0,26% |